# Cry for You - The Album
Cry for You - The Album è un album della cantante pop svedese September.
Si tratta dell'album di debutto per il Regno Unito, pubblicato il 2 agosto 2009 per l'etichetta discografica Hard2Beat.
Contiene alcuni brani tratti dai precedenti album della cantante pubblicati solo in Svezia ed alcuni inediti, come Sin of My Own e Leave It All Behind.

## Tracce
1. Cry for You (UK Radio Edit) – 2:46 (Jonas von der Burg, Anoo Bhagavan, Niclas von der Burg)
2. Can't Get Over (UK Radio Edit) – 3:10 (Jonas von der Burg, Anoo Bhagavan, Niclas von der Burg)
3. Until I Die (UK Radio Edit) – 3:13 (Jonas von der Burg, Anoo Bhagavan, Niclas von der Burg)
4. Sin of My Own – 3:20 (Jonas von der Burg, Anoo Bhagavan, Niclas von der Burg)
5. Satellites (UK Album Version/Hard2Beat Edit) – 3:15 (Jonas von der Burg, Anoo Bhagavan, Niclas von der Burg)
6. We Can Do It (UK Radio Edit) – 3:33 (Jonas von der Burg, Anoo Bhagavan, Niclas von der Burg)
7. Flowers on the Grave – 4:18 (Jonas von der Burg, Anoo Bhagavan, Niclas von der Burg)
8. Leave It All Behind (UK Radio Edit) – 2:42 (Jonas von der Burg, Anoo Bhagavan, Niclas von der Burg)
9. Looking for Love – 3:23 (Jonas von der Burg, Anoo Bhagavan, Niclas von der Burg)
10. September All Over (UK Radio Edit) – 3:47 (Jonas von der Burg, Anoo Bhagavan, Niclas von der Burg)
11. Because I Love You (Dave Ramone Edit) – 2:46 (Jonas von der Burg, Anoo Bhagavan, Niclas von der Burg)
12. Midnight Heartache – 3:45 (Donna Weiss, Jonas von der Burg, Anoo Bhagavan, Jackie DeShannon, Niclas von der Burg)
13. Sacrifice – 3:56 (Jonas von der Burg, Anoo Bhagavan, Niclas von der Burg)
14. End of the Rainbow – 3:39 (Jonas von der Burg, Anoo Bhagavan, Niclas von der Burg)
15. Cry for You (Original edit) – 3:28 (Jonas von der Burg, Anoo Bhagavan, Niclas von der Burg)
16. Can't Get Over (Original edit) – 3:00 (Jonas von der Burg, Anoo Bhagavan, Niclas von der Burg)
17. Until I Die (Original edit) – 3:42 (Jonas von der Burg, Anoo Bhagavan, Niclas von der Burg)

Durata totale: 57:43